# Île Vanier
Die Île Vanier (englisch Vanier Island) gehört zu den Königin-Elisabeth-Inseln im kanadischen Territorium Nunavut.
Die Insel hat eine Fläche von 1126 km². Sie liegt zwischen Cameron Island im Norden und ist von dieser durch die vier Kilometer breite Arnott Strait getrennt, und Massey Island im Süden, durch die zwei Kilometer breite Pearse Strait getrennt.
Die Insel ist Teil des Qausuittuq-Nationalparks.